# ساروس خورشیدی ۱۳۷
ساروس ۱۳۷ دوره‌ای زمانی با چرخه‌ای حدود ۱۸ سال و ۱۱ روز و ۸ ساعت (تقریباً ۶۵۸۵ و یک سوم روز) است که شامل ۷۰ خورشیدگرفتگی می‌شود.

## رخدادها
| ساروس | عضو | تاریخ                      | زمان (بزرگ‌ترین) ساعت هماهنگ جهانی | نوع    | مکان طول و عرض جغرافیایی | گاما    | قدر    | گُستره (km) | مدت زمان (دقیقه: ثانیه) | منبع |
| ----- | --- | -------------------------- | --------------------------------- | ------ | ------------------------ | ------- | ------ | ---------- | ----------------------- | ---- |
| ۱۳۷   | ۱   | ۲۵ مه ۱۳۸۹                 | ۱۶:۴۸:۱۱                          | جزئی   | 64.4N 139.8E             | 1.4993  | 0.0549 |            |                         |      |
| ۱۳۷   | ۲   | ۶ ژوئن ۱۴۰۷                | ۰:۱۶:۳۵                           | جزئی   | 65.2N 17.8E              | 1.4296  | 0.1902 |            |                         |      |
| ۱۳۷   | ۳   | ۱۶ ژوئن ۱۴۲۵               | ۷:۴۴:۰۶                           | جزئی   | 66.2N 104.4W             | 1.3592  | 0.3271 |            |                         |      |
| ۱۳۷   | ۴   | ۲۷ ژوئن ۱۴۴۳               | ۱۵:۱۱:۱۰                          | جزئی   | 67.2N 133.2E             | 1.2887  | 0.464  |            |                         |      |
| ۱۳۷   | ۵   | ۷ ژوئیه ۱۴۶۱               | ۲۲:۳۹:۲۹                          | جزئی   | 68.2N 10E                | 1.2191  | 0.5989 |            |                         |      |
| ۱۳۷   | ۶   | ۱۹ ژوئیه ۱۴۷۹              | ۶:۰۹:۱۶                           | جزئی   | 69.1N 114.1W             | 1.1509  | 0.7302 |            |                         |      |
| ۱۳۷   | ۷   | ۲۹ ژوئیه ۱۴۹۷              | ۱۳:۴۳:۱۳                          | جزئی   | 70N 120.2E               | 1.0863  | 0.8539 |            |                         |      |
| ۱۳۷   | ۸   | ۹ اوت ۱۵۱۵                 | ۲۱:۲۱:۲۵                          | جزئی   | 70.8N 7.1W               | 1.0258  | 0.9686 |            |                         |      |
| ۱۳۷   | ۹   | ۲۰ اوت ۱۵۳۳                | ۵:۰۴:۰۱                           | کامل   | 73.7N 178.3E             | ۰٫۹۶۹۳  | ۱٫۰۴۷۹ | ۶۷۸        | ۲ دقیقه و ۴۰ ثانیه      |      |
| ۱۳۷   | ۱۰  | ۳۱ اوت ۱۵۵۱                | ۱۲:۵۳:۰۱                          | کامل   | 65.7N 28.4E              | ۰٫۹۱۸۵  | ۱٫۰۴۶  | ۳۹۱        | ۲ دقیقه و ۵۲ ثانیه      |      |
| ۱۳۷   | ۱۱  | ۱۰ سپتامبر ۱۵۶۹            | ۲۰:۴۸:۱۶                          | کامل   | 57.4N 103.4W             | ۰٫۸۷۳۲  | ۱٫۰۴۲۸ | ۲۹۳        | ۲ دقیقه و ۵۵ ثانیه      |      |
| ۱۳۷   | ۱۲  | ۲ اکتبر ۱۵۸۷               | ۴:۵۱:۲۵                           | کامل   | 50N 128.3E               | ۰٫۸۳۵۲  | ۱٫۰۳۸۷ | ۲۳۵        | ۲ دقیقه و ۵۱ ثانیه      |      |
| ۱۳۷   | ۱۳  | ۱۲ اکتبر ۱۶۰۵              | ۱۲:۵۹:۵۸                          | کامل   | 43.4N 0.6E               | ۰٫۸۰۲۲  | ۱٫۰۳۴۴ | ۱۹۳        | ۲ دقیقه و ۴۳ ثانیه      |      |
| ۱۳۷   | ۱۴  | ۲۳ اکتبر ۱۶۲۳              | ۲۱:۱۷:۱۰                          | کامل   | 37.8N 128W               | ۰٫۷۷۷   | ۱٫۰۲۹۸ | ۱۵۹        | ۲ دقیقه و ۳۱ ثانیه      |      |
| ۱۳۷   | ۱۵  | ۳ نوامبر ۱۶۴۱              | ۵:۴۰:۰۹                           | کامل   | 33N 102.5E               | ۰٫۷۵۷   | ۱٫۰۲۵۲ | ۱۳۰        | ۲ دقیقه و ۱۵ ثانیه      |      |
| ۱۳۷   | ۱۶  | ۱۴ نوامبر ۱۶۵۹             | ۱۴:۱۰:۰۸                          | کامل   | 29.2N 28.2W              | ۰٫۷۴۳۲  | ۱٫۰۲۰۸ | ۱۰۶        | ۱ دقیقه و ۵۶ ثانیه      |      |
| ۱۳۷   | ۱۷  | ۲۴ نوامبر ۱۶۷۷             | ۲۲:۴۴:۰۳                          | کامل   | 26.3N 159.6W             | ۰٫۷۳۳۲  | ۱٫۰۱۶۶ | ۸۴         | ۱ دقیقه و ۳۶ ثانیه      |      |
| ۱۳۷   | ۱۸  | ۶ دسامبر ۱۶۹۵              | ۷:۲۳:۱۸                           | کامل   | 24.3N 67.9E              | ۰٫۷۲۸   | ۱٫۰۱۲۸ | ۶۴         | ۱ دقیقه و ۱۶ ثانیه      |      |
| ۱۳۷   | ۱۹  | ۱۷ دسامبر ۱۷۱۳             | ۱۶:۰۴:۲۰                          | مرکب   | 23.1N 64.8W              | ۰٫۷۲۴۹  | ۱٫۰۰۹۴ | ۴۷         | ۰ دقیقه و ۵۶ ثانیه      |      |
| ۱۳۷   | ۲۰  | ۲۹ دسامبر ۱۷۳۱             | ۰:۴۶:۵۳                           | مرکب   | 22.7N 162.2E             | ۰٫۷۲۳۴  | ۱٫۰۰۶۵ | ۳۲         | ۰ دقیقه و ۳۹ ثانیه      |      |
| ۱۳۷   | ۲۱  | ۸ ژانویه ۱۷۵۰              | ۹:۲۸:۴۳                           | مرکب   | 23N 29.3E                | ۰٫۷۲۱۷  | ۱٫۰۰۴۱ | ۲۰         | ۰ دقیقه و ۲۴ ثانیه      |      |
| ۱۳۷   | ۲۲  | ۱۹ ژانویه ۱۷۶۸             | ۱۸:۰۹:۲۹                          | مرکب   | 23.9N 103.2W             | ۰٫۷۱۹۵  | ۱٫۰۰۲۲ | ۱۱         | ۰ دقیقه و ۱۳ ثانیه      |      |
| ۱۳۷   | ۲۳  | ۳۰ ژانویه ۱۷۸۶             | ۲:۴۵:۲۶                           | مرکب   | 25.1N 125.5E             | ۰٫۷۱۴   | ۱٫۰۰۰۹ | ۵          | ۰ دقیقه و ۵ ثانیه       |      |
| ۱۳۷   | ۲۴  | ۱۱ فوریه ۱۸۰۴              | ۱۱:۱۶:۳۳                          | مرکب   | 26.7N 4.5W               | ۰٫۷۰۵۳  | ۱      | ۰          | ۰ دقیقه و ۰ ثانیه       |      |
| ۱۳۷   | ۲۵  | ۲۱ فوریه ۱۸۲۲              | ۱۹:۴۰:۴۰                          | حلقه‌ای | 28.6N 132.3W             | ۰٫۶۹۱۴  | ۰٫۹۹۹۶ | ۲          | ۰ دقیقه و ۲ ثانیه       |      |
| ۱۳۷   | ۲۶  | ۴ مارس ۱۸۴۰                | ۳:۵۸:۲۲                           | حلقه‌ای | 30.6N 101.7E             | ۰٫۶۷۲۸  | ۰٫۹۹۹۵ | ۲          | ۰ دقیقه و ۳ ثانیه       |      |
| ۱۳۷   | ۲۷  | ۱۵ مارس ۱۸۵۸               | ۱۲:۰۵:۲۸                          | حلقه‌ای | 32.7N 20.9W              | ۰٫۶۴۶۱  | ۰٫۹۹۹۶ | ۲          | ۰ دقیقه و ۲ ثانیه       |      |
| ۱۳۷   | ۲۸  | ۲۵ مارس ۱۸۷۶               | ۲۰:۰۵:۰۶                          | حلقه‌ای | 34.8N 141.1W             | ۰٫۶۱۴۲  | ۰٫۹۹۹۹ | ۱          | ۰ دقیقه و ۱ ثانیه       |      |
| ۱۳۷   | ۲۹  | ۶ آوریل ۱۸۹۴               | ۳:۵۳:۴۱                           | مرکب   | 36.7N 102.4E             | ۰٫۵۷۴   | ۱٫۰۰۰۱ | ۱          | ۰ دقیقه و ۱ ثانیه       |      |
| ۱۳۷   | ۳۰  | خورشیدگرفتگی ۱۷ آوریل ۱۹۱۲ | ۱۱:۳۴:۲۲                          | مرکب   | 38.4N 11.3W              | ۰٫۵۲۸   | ۱٫۰۰۰۳ | ۱          | ۰ دقیقه و ۲ ثانیه       |      |
| ۱۳۷   | ۳۱  | خورشیدگرفتگی ۲۸ آوریل ۱۹۳۰ | ۱۹:۰۳:۳۴                          | مرکب   | 39.4N 121.2W             | ۰٫۴۷۳   | ۱٫۰۰۰۳ | ۱          | ۰ دقیقه و ۱ ثانیه       |      |
| ۱۳۷   | ۳۲  | خورشیدگرفتگی ۹ مه ۱۹۴۸     | ۲:۲۶:۰۴                           | حلقه‌ای | 39.8N 131.2E             | ۰٫۴۱۳۳  | ۰٫۹۹۹۹ | ۰          | ۰ دقیقه و ۰ ثانیه       |      |
| ۱۳۷   | ۳۳  | خورشیدگرفتگی ۲۰ مه ۱۹۶۶    | ۹:۳۹:۰۲                           | حلقه‌ای | 39.2N 26.4E              | ۰٫۳۴۶۷  | ۰٫۹۹۹۱ | ۳          | ۰ دقیقه و ۵ ثانیه       |      |
| ۱۳۷   | ۳۴  | خورشیدگرفتگی ۳۰ مه ۱۹۸۴    | ۱۶:۴۵:۴۱                          | حلقه‌ای | 37.5N 76.7W              | ۰٫۲۷۵۵  | ۰٫۹۹۸  | ۷          | ۰ دقیقه و ۱۱ ثانیه      |      |
| ۱۳۷   | ۳۵  | خورشیدگرفتگی ۱۰ ژوئن ۲۰۰۲  | ۲۳:۴۵:۲۲                          | حلقه‌ای | 34.5N 178.6W             | ۰٫۱۹۹۳  | ۰٫۹۹۶۲ | ۱۳         | ۰ دقیقه و ۲۳ ثانیه      |      |
| ۱۳۷   | ۳۶  | خورشیدگرفتگی ۲۱ ژوئن ۲۰۲۰  | ۶:۴۱:۱۵                           | حلقه‌ای | 30.5N 79.7E              | ۰٫۱۲۰۹  | ۰٫۹۹۴  | ۲۱         | ۰ دقیقه و ۳۸ ثانیه      |      |
| ۱۳۷   | ۳۷  | خورشیدگرفتگی ۲ ژوئیه ۲۰۳۸  | ۱۳:۳۲:۵۵                          | حلقه‌ای | 25.4N 21.9W              | ۰٫۰۳۹۸  | ۰٫۹۹۱۱ | ۳۱         | ۱ دقیقه و ۰ ثانیه       |      |
| ۱۳۷   | ۳۸  | خورشیدگرفتگی ۱۲ ژوئیه ۲۰۵۶ | ۲۰:۲۱:۵۹                          | حلقه‌ای | 19.4N 123.7W             | -۰٫۰۴۲۶ | ۰٫۹۸۷۸ | ۴۳         | ۱ دقیقه و ۲۶ ثانیه      |      |
| ۱۳۷   | ۳۹  | خورشیدگرفتگی ۲۴ ژوئیه ۲۰۷۴ | ۳:۱۰:۳۲                           | حلقه‌ای | 12.8N 133.7E             | -۰٫۱۲۴۲ | ۰٫۹۸۳۸ | ۵۸         | ۱ دقیقه و ۵۷ ثانیه      |      |
| ۱۳۷   | ۴۰  | خورشیدگرفتگی ۳ اوت ۲۰۹۲    | ۹:۵۹:۳۳                           | حلقه‌ای | 5.6N 30.3E               | -۰٫۲۰۴۴ | ۰٫۹۷۹۴ | ۷۵         | ۲ دقیقه و ۳۱ ثانیه      |      |
| ۱۳۷   | ۴۱  | ۱۵ اوت ۲۱۱۰                | ۱۶:۵۰:۴۵                          | حلقه‌ای | 2S 74.3W                 | -۰٫۲۸۱۹ | ۰٫۹۷۴۶ | ۹۴         | ۳ دقیقه و ۷ ثانیه       |      |
| ۱۳۷   | ۴۲  | ۲۵ اوت ۲۱۲۸                | ۲۳:۴۴:۳۴                          | حلقه‌ای | 9.8S 180E                | -۰٫۳۵۶۲ | ۰٫۹۶۹۴ | ۱۱۷        | ۳ دقیقه و ۴۱ ثانیه      |      |
| ۱۳۷   | ۴۳  | ۶ سپتامبر ۲۱۴۶             | ۶:۴۴:۰۰                           | حلقه‌ای | 17.8S 72.6E              | -۰٫۴۲۴۹ | ۰٫۹۶۳۹ | ۱۴۳        | ۴ دقیقه و ۱۳ ثانیه      |      |
| ۱۳۷   | ۴۴  | ۱۶ سپتامبر ۲۱۶۴            | ۱۳:۴۸:۲۰                          | حلقه‌ای | 25.7S 36.3W              | -۰٫۴۸۸۵ | ۰٫۹۵۸۳ | ۱۷۲        | ۴ دقیقه و ۴۲ ثانیه      |      |
| ۱۳۷   | ۴۵  | ۲۷ سپتامبر ۲۱۸۲            | ۲۰:۵۸:۴۵                          | حلقه‌ای | 33.5S 146.7W             | -۰٫۵۴۶۱ | ۰٫۹۵۲۷ | ۲۰۵        | ۵ دقیقه و ۵ ثانیه       |      |
| ۱۳۷   | ۴۶  | ۹ اکتبر ۲۲۰۰               | ۴:۱۶:۲۱                           | حلقه‌ای | 41.1S 101.3E             | -۰٫۵۹۷۲ | ۰٫۹۴۷  | ۲۴۱        | ۵ دقیقه و ۲۵ ثانیه      |      |
| ۱۳۷   | ۴۷  | ۲۰ اکتبر ۲۲۱۸              | ۱۱:۴۱:۵۶                          | حلقه‌ای | 48.4S 12.1W              | -۰٫۶۴۱۱ | ۰٫۹۴۱۶ | ۲۸۰        | ۵ دقیقه و ۴۱ ثانیه      |      |
| ۱۳۷   | ۴۸  | ۳۰ اکتبر ۲۲۳۶              | ۱۹:۱۵:۱۵                          | حلقه‌ای | 55.2S 126.4W             | -۰٫۶۷۷۹ | ۰٫۹۳۶۵ | ۳۲۱        | ۵ دقیقه و ۵۴ ثانیه      |      |
| ۱۳۷   | ۴۹  | ۱۱ نوامبر ۲۲۵۴             | ۲:۵۵:۱۶                           | حلقه‌ای | 61.4S 119.3E             | -۰٫۷۰۸۶ | ۰٫۹۳۱۷ | ۳۶۳        | ۶ دقیقه و ۵ ثانیه       |      |
| ۱۳۷   | ۵۰  | ۲۱ نوامبر ۲۲۷۲             | ۱۰:۴۲:۵۲                          | حلقه‌ای | 66.8S 5.9E               | -۰٫۷۳۲۷ | ۰٫۹۲۷۵ | ۴۰۲        | ۶ دقیقه و ۱۵ ثانیه      |      |
| ۱۳۷   | ۵۱  | ۲ دسامبر ۲۲۹۰              | ۱۸:۳۶:۴۱                          | حلقه‌ای | 70.9S 104.7W             | -۰٫۷۵۱۵ | ۰٫۹۲۳۷ | ۴۳۹        | ۶ دقیقه و ۲۳ ثانیه      |      |
| ۱۳۷   | ۵۲  | ۱۴ دسامبر ۲۳۰۸             | ۲:۳۴:۵۲                           | حلقه‌ای | 73.4S 148.6E             | -۰٫۷۶۶۲ | ۰٫۹۲۰۷ | ۴۷۰        | ۶ دقیقه و ۳۱ ثانیه      |      |
| ۱۳۷   | ۵۳  | ۲۵ دسامبر ۲۳۲۶             | ۱۰:۳۶:۵۳                          | حلقه‌ای | 73.6S 43.3E              | -۰٫۷۷۷۴ | ۰٫۹۱۸۲ | ۴۹۶        | ۶ دقیقه و ۳۹ ثانیه      |      |
| ۱۳۷   | ۵۴  | ۴ ژانویه ۲۳۴۵              | ۱۸:۴۰:۲۳                          | حلقه‌ای | 71.9S 64.6W              | -۰٫۷۸۷۲ | ۰٫۹۱۶۵ | ۵۱۷        | ۶ دقیقه و ۴۵ ثانیه      |      |
| ۱۳۷   | ۵۵  | ۱۶ ژانویه ۲۳۶۳             | ۲:۴۵:۰۷                           | حلقه‌ای | 68.8S 177.6W             | -۰٫۷۹۵۵ | ۰٫۹۱۵۴ | ۵۳۲        | ۶ دقیقه و ۵۲ ثانیه      |      |
| ۱۳۷   | ۵۶  | ۲۶ ژانویه ۲۳۸۱             | ۱۰:۴۶:۳۸                          | حلقه‌ای | 65.3S 66.8E              | -۰٫۸۰۶۴ | ۰٫۹۱۴۹ | ۵۴۶        | ۶ دقیقه و ۵۷ ثانیه      |      |
| ۱۳۷   | ۵۷  | ۶ فوریه ۲۳۹۹               | ۱۸:۴۶:۴۴                          | حلقه‌ای | 61.6S 51W                | -۰٫۸۱۸  | ۰٫۹۱۵  | ۵۵۷        | ۷ دقیقه و ۱ ثانیه       |      |
| ۱۳۷   | ۵۸  | ۱۷ فوریه ۲۴۱۷              | ۲:۴۰:۴۲                           | حلقه‌ای | 58.3S 168.3W             | -۰٫۸۳۴۵ | ۰٫۹۱۵۵ | ۵۷۴        | ۷ دقیقه و ۴ ثانیه       |      |
| ۱۳۷   | ۵۹  | ۲۸ فوریه ۲۴۳۵              | ۱۰:۲۹:۴۵                          | حلقه‌ای | 55.4S 75E                | -۰٫۸۵۴۶ | ۰٫۹۱۶۵ | ۵۹۹        | ۷ دقیقه و ۵ ثانیه       |      |
| ۱۳۷   | ۶۰  | ۱۰ مارس ۲۴۵۳               | ۱۸:۰۹:۴۲                          | حلقه‌ای | 53.6S 39.1W              | -۰٫۸۸۲  | ۰٫۹۱۷۷ | ۶۴۷        | ۷ دقیقه و ۴ ثانیه       |      |
| ۱۳۷   | ۶۱  | ۲۲ مارس ۲۴۷۱               | ۱:۴۳:۳۷                           | حلقه‌ای | 52.9S 151.3W             | -۰٫۹۱۴۱ | ۰٫۹۱۹  | ۷۳۸        | ۷ دقیقه و ۰ ثانیه       |      |
| ۱۳۷   | ۶۲  | ۱ آوریل ۲۴۸۹               | ۹:۰۷:۵۵                           | حلقه‌ای | 54.4S 101.3E             | -۰٫۹۵۴۱ | ۰٫۹۲   | ۹۹۷        | ۶ دقیقه و ۵۰ ثانیه      |      |
| ۱۳۷   | ۶۳  | ۱۳ آوریل ۲۵۰۷              | ۱۶:۲۳:۴۳                          | حلقه‌ای | 61.3S 13.5E              | 1.0006  | 0.9539 | -          | -                       |      |
| ۱۳۷   | ۶۴  | ۲۳ آوریل ۲۵۲۵              | ۲۳:۳۰:۱۵                          | جزئی   | 61.8S 101.6W             | -1.0544 | 0.8646 |            |                         |      |
| ۱۳۷   | ۶۵  | ۵ مه ۲۵۴۳                  | ۶:۲۹:۱۹                           | جزئی   | 62.3S 145.1E             | -1.114  | 0.7648 |            |                         |      |
| ۱۳۷   | ۶۶  | ۱۵ مه ۲۵۶۱                 | ۱۳:۲۰:۱۶                          | جزئی   | 63.1S 33.6E              | -1.1801 | 0.6534 |            |                         |      |
| ۱۳۷   | ۶۷  | ۲۶ مه ۲۵۷۹                 | ۲۰:۰۴:۲۸                          | جزئی   | 63.9S 76.4W              | -1.2516 | 0.532  |            |                         |      |
| ۱۳۷   | ۶۸  | ۶ ژوئن ۲۵۹۷                | ۲:۴۳:۰۷                           | جزئی   | 64.8S 174.7E             | -1.3272 | 0.4029 |            |                         |      |
| ۱۳۷   | ۶۹  | ۱۸ ژوئن ۲۶۱۵               | ۹:۱۷:۵۶                           | جزئی   | 65.7S 66.4E              | -1.4053 | 0.2689 |            |                         |      |
| ۱۳۷   | ۷۰  | ۲۸ ژوئن ۲۶۳۳               | ۱۵:۴۸:۴۱                          | جزئی   | 66.7S 41.2W              | -1.4864 | 0.1291 |            |                         |      |